# 中国工农红军卫生学校旧址
中国工农红军卫生学校旧址位于江西省瑞金市叶坪乡朱坊村。2018年3月9日，公布为第六批江西省文物保护单位。

## 历史
中国工农红军军医学校又称中国工农红军卫生学校、中央革命军事委员会卫生学校、中央红军总医院附属学校。
1931年9月中革军委总军医处处长兼红军中央医院院长兼政治委员贺诚鉴于中央红军各军团、各省军区卫生机关或红军医院零星开办过一些短期看护训练班和军医培训班效果并不理想，“因没有加紧训练，教者学者，均不郑重其事，又无讲义，空口讲白话，走马观花，所以没有什么成绩”，一个能容纳300多名伤员的医院，往往只有一名医生，看护工作也主要靠动员当地妇女来承担，医护条件十分简陋。许多伤病员因得不到及时救治而伤残或死亡，给革命带来极大的损失，故提出创办军医学校的建议获准。1931年11月20日，军医学校在瑞金成立，贺诚兼任校长，教育主任陈志方。建校伊始，毛泽东就为学校确立了“培养政治坚定、技术优良的红色医生”的办学方针。
1940年3月，卫生学校进入延安。1940年9月，经毛泽东提议，正式更名为中国医科大学。1941年毕业的军医十四期是红军卫校更名为中国医科大学后的第一期毕业生。第十四期期长林春芳将61名毕业同学们望毛泽东主席题词留念的要求向校长王斌作了汇报。毛泽东题词就“救死扶伤，实行革命的人道主义”印在了第十四期毕业证书上。1945年11月18日，根据党中央建立巩固东北革命根据地的指示精神，中国医科大学从延安出发，挺进东北。

## 校友
张汝光、游胜华、刘放、涂通今、牛步云、吴行敏、王子健